# Basilika Unserer Lieben Frau von Rokitno

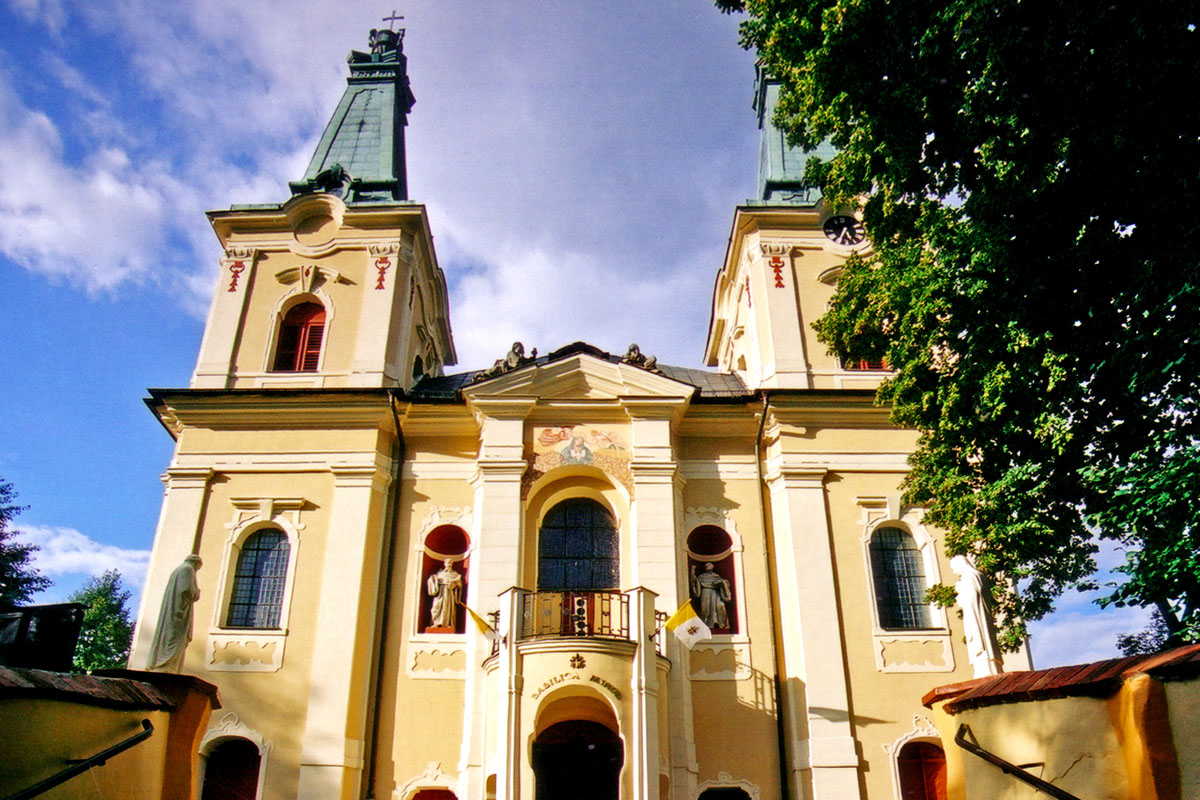
Basilika Unserer Lieben Frau

Die Basilika Unserer Lieben Frau von Rokitno (polnisch Bazylika Matki Bożej Rokitniańskiej) ist eine Kirche in Rokitno in der Gemeinde Przytoczna in der westpolnischen Woiwodschaft Lebus. Das Marienheiligtum des Bistums Zielona Góra-Gorzów hat den Rang einer Basilica minor. Das Kirchengebäude wurde im 18. Jahrhundert im Stil des Barock erbaut.

## Geschichte
Die Pfarrei von Rokitno (deutsch Rokitten) existierte wahrscheinlich schon im 12. Jahrhundert. Die erste vermutlich nach dem Erzengel Michael benannte Holzkirche wurde der Überlieferung nach 1333 von dem Posener Bischof Jan Doliwa gegründet. Am 18. Dezember 1378 wurde die Kirche als erste Erwähnung an die Zisterzienser übertragen. Diese Kirche wurde 1521 durch die Brandenburger zerstört. Nach einer protestantischen Phase ging die Kirche 1661 in den Besitz der Zisterzienserabtei Bledzew über, aus der 1669 das wundersame Gemälde der Muttergottes übertragen wurde. Der erste Bau der neuen Kirche begann 1705, wurde aber nicht vollendet. Im Jahre 1746 wurde das Gebäude abgerissen und mit dem Bau der heutigen Kirche nach dem Entwurf von Karol Mancin Frantz begonnen, diese wurde 1762 fertiggestellt. Die Weihe der Kirche erfolgte 1854 durch Erzbischof Leon Michał Przyłuski. Das Bauwerk wurde 1961 unter Denkmalschutz gestellt. Papst Johannes Paul II. verlieh der Kirche 2002 den Rang einer Basilica minor.

## Architektur und Ausstattung

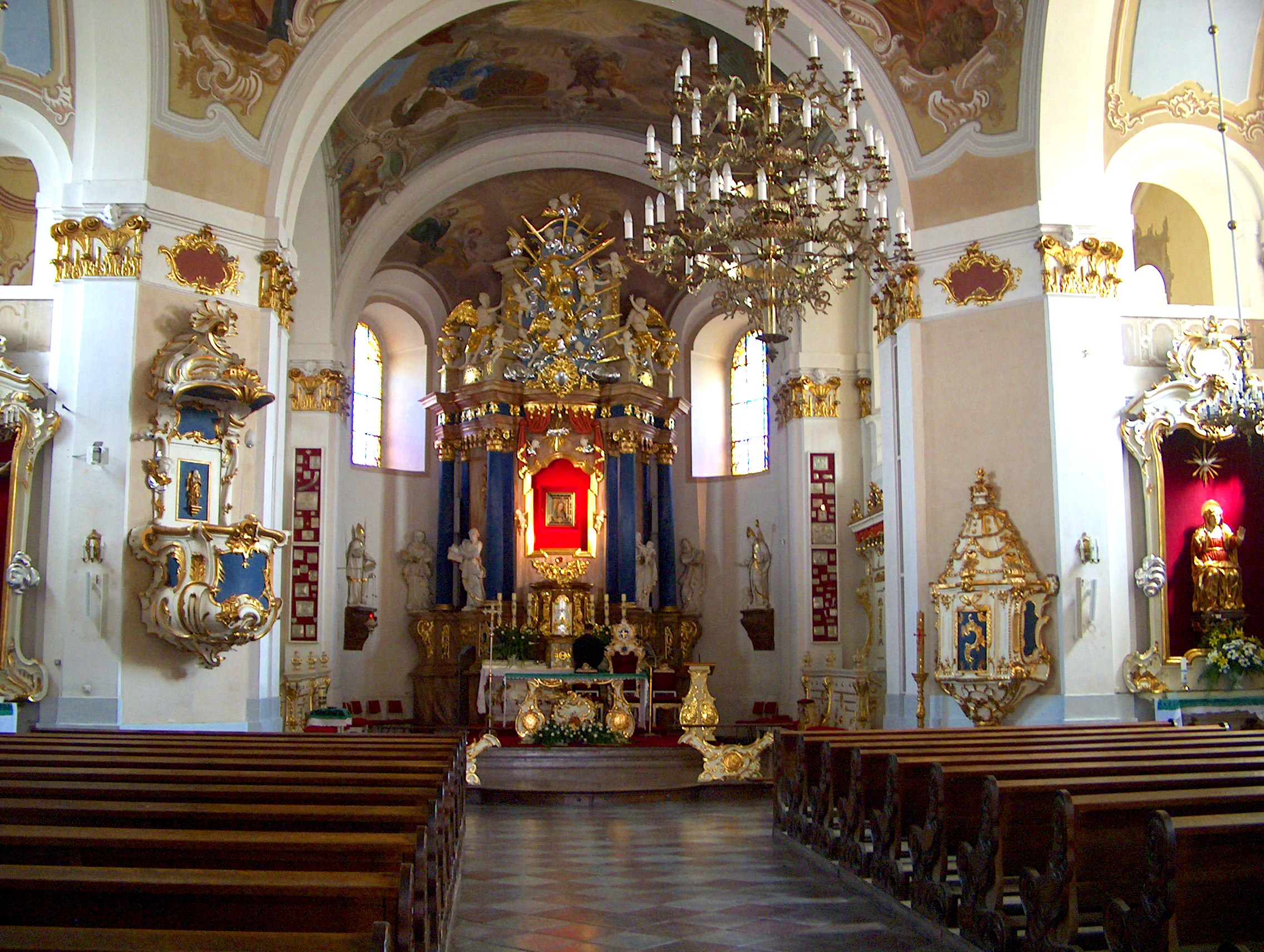
Innenraum

Der verputzte Backsteinbau wurde auf einem rechteckigen, dreischiffigen Grundriss errichtet, mit einem Chor mit dreiseitiger Apsis im Norden. An der Westseite wurde dem Chor eine Sakristei hinzugefügt, an der Ostseite eine Kapelle. Der Eingang mit der Doppelturmfassade wird von zwei mit Helmen bedeckten quadratischen Türmen flankiert. Die farbige Ausmalung der Gewölbe stammt aus dem 18. Jahrhundert, die reiche Kirchenausstattung ist vom Rokoko geprägt. Den Mittelpunkt des Hauptaltars bildet Gemälde Unserer Lieben Frau. Die übrige Ausstattung ist im Barock- und Rokokostil gehalten. Skulpturen stammen von Christian Grünewald aus Liegnitz, Georg Wilhelm Neunhertz erstellte die Gemälde. In Krypten wurden die Äbte von Bledzow und lokale Adlige beigesetzt.

## Marienbildnis
Das Gemälde wurde zu Beginn des 16. Jahrhunderts von Meistern der niederländischen Schule auf Lindenholz gemalt. Es zeigt eine Büste der Muttergottes auf einem vergoldeten Hintergrund. Der Kopf ist von einem in einem Baum ausgehöhlten Heiligenschein umgeben. Ein charakteristisches Element ist das unbedeckte Ohr – daher auch der andere Name des Gemäldes, Unsere Liebe Frau des geduldigen Zuhörens. Das 40 cm hohe und 27 cm breite Bild ist wahrscheinlich ein Fragment eines größeren Werkes.
Nach verschiedenen Vorbesitzern kam es durch den Abt von Bledzew nach Rokitno. Am 4. März 1670 erkannte Stefan Wierzbowski, Bischof von Posen, das Gemälde als wundertätig an. Das Bild war dann zwischenzeitlich bis 1671 Teil des Trosses von König Michael I. und wurde zu einem Symbol des Polentums.

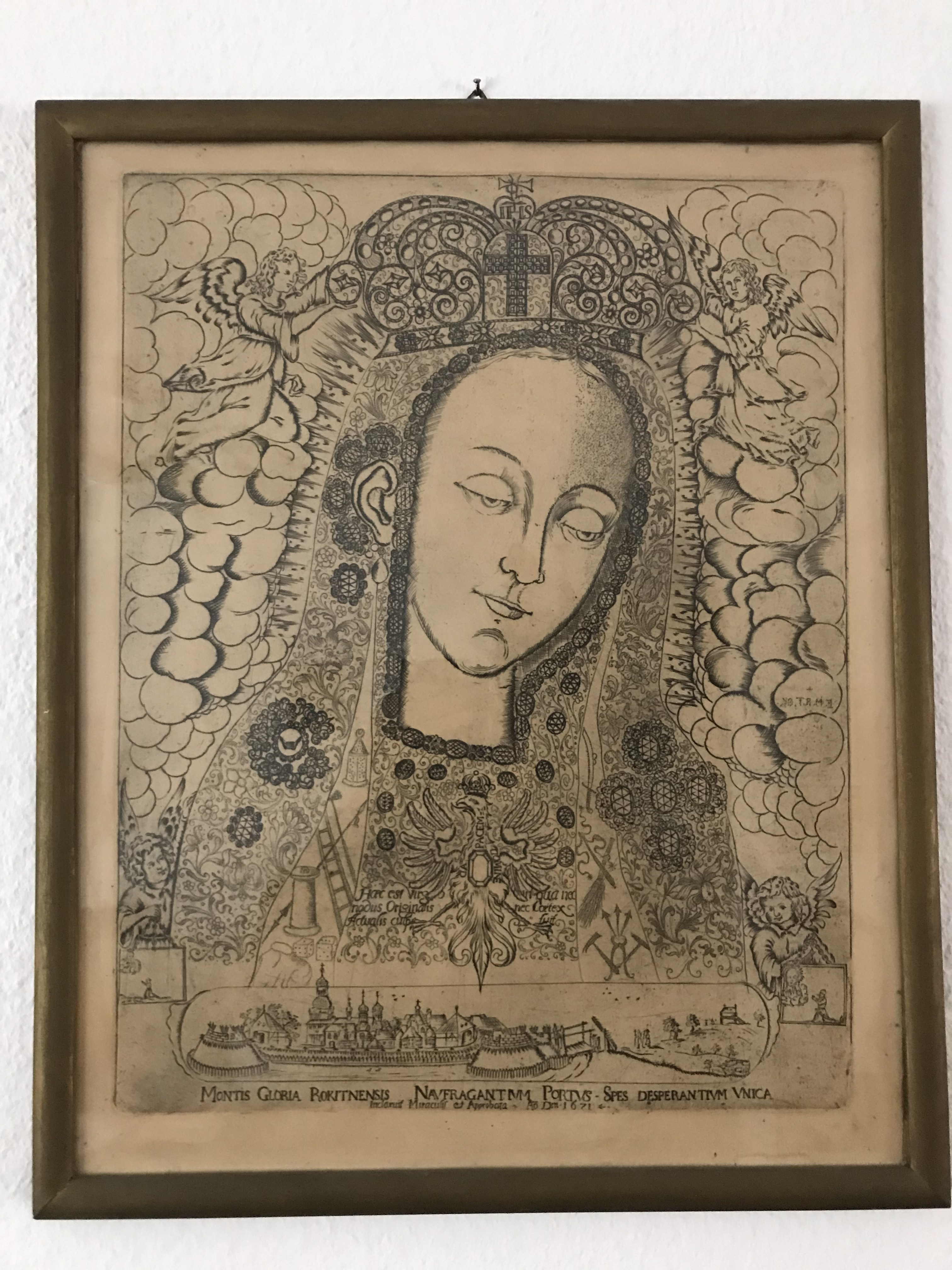
Dieses Zeichnung eines unbekannten Künstlers von 1671 zeigt das Marienbild mit Ansicht auf das damalige Rokitten

Am 18. Juni 1989 führte Primas Kardinal Józef Glemp im Beisein von 120.000 Pilgern eine kanonische Krönung mit einer von Papst Johannes Paul II. geweihten Krone durch. Unsere Liebe Frau von Rokitno wurde zur Schutzpatronin das Bistum Zielona Góra und Gorzów ernannt.